# Sergej Semak
Sergej Bogdanovitj Semak (ryska: Сергей Богданович Семак) född 27 februari 1976 är en rysk före detta fotbollsspelare. Han spelade senast i det ryska laget Zenit St. Petersburg, som spelar i Ryska Premier League. Han spelade också i det ryska landslaget.

## Privatliv
Semak föddes i byn Sytjanske i nuvarande Luhansk oblast, Ukraina, i en fattig familj. I skolan var han en perfekt student med utmärkta betyg. Hans bror Nikolaj Semak är också en professionell fotbollsspelare.

## Spelarkarriär
Semak har tidigare spelat i en del olika klubbar, bland annat de dubbla ryska mästarna Rubin Kazan.
6 augusti, 2010 skrev Semak på ett 2,5 års kontrakt för Zenit St. Petersburg. Övergången kostade 2 miljoner € och ytterligare 500 tusen € om Semak spelar mot sin forna klubb Rubin Kazan.